# It's Time (EP Imagine Dragons)
It's Time è il terzo EP del gruppo musicale statunitense Imagine Dragons, pubblicato il 12 marzo 2011. È l'ultimo lavoro della band realizzato con i coniugi Andrew e Britanny Tolman, il primo dei quali aveva fondato la band con il cantante Dan Reynolds.
Contiene alcune delle tracce che verranno successivamente riprese dalla band negli anni successivi per le loro future pubblicazioni, come It's Time, destinato a diventare il primo grande singolo di successo degli Imagine Dragons, e Amsterdam, poi registrato di nuovo per il loro album di debutto Night Visions.

## Tracce
1. It's Time – 4:00
2. Amsterdam – 4:05
3. Tokyo – 3:17
4. The River – 3:25
5. Leave Me – 3:31
6. Pantomime – 5:02
7. Look How Far We've Come – 4:08
8. America – 4:33

## Formazione
- Dan Reynolds – voce
- Wayne Sermon – chitarra, cori; mandolino elettrico in It's Time
- Ben Mckee – basso, cori
- Andrew Tolman – batteria, percussioni
- Brittany Tolman – tastiera, cori